# Slaget ved Big Black River Bridge
Slaget ved Big Black River Bridge blev udkæmpet den 17. maj 1863 som led i Vicksburg kampagnen under den amerikanske borgerkrig. Unionens hærchef, generalmajor Ulysses S. Grant og Army of the Tennessee forfulgte den retirerende konfødererede generalløjtnant John C. Pemberton efter slaget ved Champion Hill i det afsluttende slag inden belejringen af Vicksburg.

## Baggrund
Da de trak sig tilbage efter nederlaget ved Champion Hill nåede de konfødererede til Big Black River Bridge om natten den 16.-17. maj 1863. Pemberton gav brigadegeneral John S. Bowen ordre til at bemande befæstningerne på den østlige bred af floden med tre brigade og forsinke unionens forfølgelse.

## Slaget
Tre divisioner fra generalmajor John A. McClernands 13. Korps rykkede ud fra Edwards Station (nu byen Edwards, Mississippi) om morgenen den 17. maj. Korpset stødte på de konfødererede, som var forskanset bag bomuldsballer og med abatis og en bayou foran sig. De gik i dækning da fjendens artilleri begyndte at skyde. Unionens brigadegeneral Michael K. Lawler formerede sin 2. brigade fra Eugene A. Carrs 14. division, som strømmede ud af en
bugtning foran de konfødererede troppers front gennem vand til livet og op på fjendens brystværn, som blev holdt af brigadegeneral John Vaughns Østlige Tennessee brigade.
Forvirret og ramt af panik begyndte rebellerne at trække sig tilbage over Big Black River ad to broer: jernbanebroen og dampskibet Dot, som blev anvendt som bro over floden. Så snart de var krydset satte de konfødererede ild til broerne for at forhindre en tæt forfølgelse fra unionstropperne. De flygtende konfødererede, som ankom til Vicksburg senere på dagen var fuldstændig uorganiserede.

## Efterspil
Unionens styrker tog omkring 1.700 fanger ved Big Black, og mange druknede,
et tab, som de konfødererede havde svært ved at klare. Under halvdelen af de konfødererede som havde kæmpet ved Champion Hill nåede ind i stillingerne ved Vicksburg. Dette slag afgjorde Vicksburgs skæbne: den konfødererede styrke var indesluttet i Vicksburg.

## Eksterne kilder
- National Park Service, Vicksburg
- West Point Atlas map of Grant's advance from Jackson to Vicksburg

32°20′49″N 90°42′15″V / 32.347050°N 90.70426°V